# Étymologie et locutions dérivées du mot pont
L'étymologie du mot pont est clairement identifiée. Ce mot est issu d'une racine indo-européenne *pent- qui signifiait "voie de passage, chemin". En grec, la forme patos, signifiait "le chemin". Puis, en latin, la forme pons, pontis avait le sens du français actuel. C'est en fait la forme à l'accusatif pontem, qui a donné pont en français.
Pour les langues germaniques, l'étymologie des noms actuels Brücke (allemand) et bridge (anglais) est plus difficile à éclaircir. Les linguistes pensent trouver l’origine dans une racine celtico-germano-slave signifiant le tronc d'arbre, le madrier. Le pont originel étant un simple tronc d’arbre et les premiers ponts étant en bois semblant les fondements de cette origine.
Les locutions associées au mot pont sont nombreuses. Elles apparaissent dès les origines de la langue. Deux grandes périodes marquent leur développement : à l’époque classique, au XVIIe siècle, et à l’époque moderne, au XIXe siècle. Toutefois la plupart de ces locutions sont aujourd’hui vieillies, voire désuètes. Rares sont celles qui semblent relever d’un usage qui n’ait pas trop perdu pour être compris. Certaines ne sont comprises que par certains spécialistes, comme le pont aux ânes par les enseignants de mathématiques, le pont dans la lutte, le petit pont ou le grand pont dans le football. Être sur le pont, utilisé par la génération des années 1950 tend à disparaître. Finir sous les ponts, qui tendait à être oubliée, a retrouvé, à l’inverse, de la vivacité, avec l’augmentation de la précarité sociale. Couper les ponts relève de cette même précarité. Faire le pont est également devenu très courant avec l’augmentation des congés liée à l’aménagement du temps de travail. Par extension d’autres expressions apparaissent comme faire le viaduc.

## Étymologie
Les noms désignant le « pont » varient d'une langue à une autre au sein de l'Europe: il n'y a pas domination d'une seule racine. Ce phénomène de variation s'exerce de surcroît à l'intérieur d'un même groupe, comme le montrent les formes germaniques ou grecques : ionien-attique gefura, béotien befura, crétois defura, etc.
Dans les langues romanes tout d'abord, ce sont des mots héritiers du latin pons, -tis, « pont, passerelle joignant deux points », qui se sont perpétués, sous son genre masculin ou sous le genre féminin : français pont, italien ponte, espagnol puente, portugais ponte, roumain punte, catalan pont, sarde ponte. On rattache le latin pons, -tis à la racine de l'indo-européen *pent-, « passage, chemin ». Cette racine se retrouve dans toute une série de mots d'origine indo-européenne désignant le « chemin », le « passage » :
- pour la branche de l'indo-iranien, on a le sanskrit pânthas, l'avestique panta, l'ossète faendaeg[3] ;
- pour la branche hellénique, on trouve le grec pontos, « la mer » au sens de « lieu de passage », et patos, « la mer » ; d'où le verbe pateô, « fouler aux pieds » [3] ;
- pour l'arménien, on a l'arménien hun[3] ;
- pour le slave, on a le vieux slave ponti continué par le russe pout, « le voyage » [3] ;
- pour le baltique, on a le vieux prussien pintis[3];
- pour le germanique, on a le vieux haut-allemand pfad, qui donne en allemand Pfad, « sentier », finden, « trouver », en anglais to find, « trouver » [3].

Pour les langues germaniques, l'étymologie des noms actuels Brücke (allemand) et bridge (anglais) est plus difficile à éclaircir. Il semble que la structure primitive des premiers ponts, à savoir un simple tronc d’arbre, en soit à l’origine. Les étymons de ces noms sont brugga en vieux haut-allemand et brycg en vieil anglais, tous deux issus du germanique *brugjo, mot féminin, qui signifie « le passage, la chaussée ». À côté, on relève le vieux nordique brû, « le pont », que l'on peut comparer avec les mots slaves, comme l'ancien russe bervi, « le radeau », l'ukrainien berv, « la souche ou le tronçon d'arbre », le serbo-croate brv, « la poutre », le bulgare brbv, « le sentier, le chemin ». On peut ainsi en déduire une racine celtico-germano-slave *bhrw-, « le tronc d'arbre, le madrier » et « le simple pont (fait d'un tronc) », liée à la lexie bru. Il semble également que le germanique *brugjo soit aussi apparenté à la racine germanique *druko-, « le petit tronc », de l'indo-européen *deru, « l'arbre, le bois ». Ainsi retrouve-t-on le mot Prügel, « le bâton » en allemand,.
En liaison lointaine avec ce mot, il existe une racine gauloise briva, que l’on, peut retrouver aujourd'hui dans les toponymes comme Brives, Brioude, qui semblerait signifier « le pont » .
En russe, c'est le terme most qui signifie aujourd'hui le « pont », héritier du slave mostu, masculin de même sens, à rattacher au verbe meta qui signifie « lancer » . Most, qui est une ville de la région d'Ústí nad Labem en Tchéquie, est par exemple traduit en allemand par Brüx, on retrouve dans les deux cas les racines respectives du mot « pont ».
La première attestation de pont en ancien français date de 1080, dans la Chanson de Roland. D'ailleurs, à cette époque, on relève trois graphies différentes du mot pont : pon, pom et enfin pont. Puis les sens figurés de pont (c'est-à-dire "ce qui sert de lien entre deux choses") sont apparus assez tôt dans la langue, vers 1200.

## Les locutions

### Histoire
Dès les origines de la langue, le mot pont entre dans la constitution de locutions. Celles-ci sont peu nombreuses au Moyen Âge puisqu'on ne rencontre pas le mot pont dans les recueils de proverbes de cette époque. Deux grandes périodes marquent le développement des locutions associées au mot pont : à l’époque classique, au XVIIe siècle, et à l’époque moderne, au XIXe siècle. Presque toutes les locutions du XIXe siècle relèvent du domaine argotique ou familier. La diversité langagière des personnages du peuple, des rues fait irruption dans le monde jusque là bourgeois et aristocratique des belles lettres. Les locutions sont donc porteuses d’une réalité socio-culturelle..
Enfin les créations du XXe siècle sont rares. Ainsi les locutions s’articulant autour du mot pont sont vieillies, voire désuètes. Rares sont celles qui semblent relever d’un usage qui n’ait pas trop perdu pour être compris. Certaines ne sont comprises que par certains spécialistes, comme le pont aux ânes par les enseignants de mathématiques, le pont dans la lutte, le petit pont ou le grand pont dans le football. Être sur le pont, utilisé par la génération des années 1950 tend à disparaître. Finir sous les ponts, qui tendait à être oubliée, a retrouvé à l’inverse de la vivacité, avec l’augmentation de la précarité sociale. Couper les ponts relève de cette même précarité. Faire le pont est également devenu très courant avec l’augmentation des congés liée à l’aménagement du temps de travail. Par extension d’autres expressions apparaissent comme faire le viaduc.

### Typologie
À travers les expressions que le mot pont génère, c'est une approche de l'objet et des représentations qu'il véhicule qui est donnée. Plusieurs critères interviennent pour différencier ces locutions et les classer. Danièle James-Raoul, dans Le pont dans les locutions – aperçu sur les langues européennes, reprend la classification de Michaela Heinz, en deux grands groupes, les locutions dénotatives et les locutions pragmatiques, les premières étant présentables sous une forme synthétique, et les secondes relèvent exclusivement d'une situation communicative, chaque groupe se subdivisant encore en sous-groupes.

### Les locutions dénotatives
Les locutions dénotatives servent fondamentalement à désigner une réalité et on peut donner d'elles une définition par un synonyme ou une périphrase. On peut en outre les présenter en langue, telle que les proposent les dictionnaires : les locutions verbales sont à l'infinitif, les locutions nominales sont en général au singulier. La fonction première de pareilles locutions est la représentation.

#### Les locutions orthonymiques
Les locutions orthonymiques tirent leur nom du fait qu'elles peuvent être définies par un orthonyme, c'est-à-dire, selon Bernard Pottier, par « l'appellation [dont dispose la langue] qui vient immédiatement à l'esprit de la communauté; [pour tous les référents usuels d'une culture]». Ces locutions sont liées, dans toutes les cultures, à la réalité de tous les jours, la réalité que l'on côtoie et dont on parle, celle de la langue parlée couramment, c'est-à-dire familièrement, réalité qui évolue en fonction de l’évolution de la langue.
Faire le pont,
« ne pas travailler / chômer un jour (ou plusieurs jours) ouvrable(s) situé(s) entre deux jours fériés ou un jour férié et un jour de congé » (Delveau, 1867) ,.
Autres langues :
- (it): fare il ponte.
- (es): hacer puente.

Le pont de Notre-Dame / de Saint-X. . .,
«l'arc-en-ciel».
Le Französisches Etymologisches Worterbuch de W. van Wartburg donne de nombreux exemples médiévaux de ces expressions qui, à partir de la métaphore du pont, désignent le météore et qui ont survécu jusqu'à l'époque moderne dans les dialectes, (« pont de saint Père Noé », en moyen-dauphiné), pwô de sâm pyere (« pont de Saint-Pierre », dans l'Ardèche) ; pont de Saint-Martin /du Saint-Esprit/de Saint-Bernard; pwôn de sero (« pont du soir », dans le Vaucluse) ; pont de sedo (« pont de soie », en provençal) .

#### Les locutions allusives
Les locutions allusives résultent de la condensation d'une histoire, d'une anecdote, d'un événement qui s'est réellement passé et dont le contenu a été tout d'abord fixé par un texte écrit. Dans une seconde étape, on va faire allusion à l'histoire en question. Enfin, dans un troisième temps, à force d'être ressassé, une locution est figée.
(Batre qqn) come asne a pont,
« Battre qqn violemment ». Littéralement, cette locution signifie « battre qqn comme l'âne du pont », c'est-à-dire « l'âne qui va ou doit passer le pont ».
Cette locution s'explique avec l'opiniâtreté des ânes et leur répugnance, sans doute par peur de l'eau, à franchir les ponts. Au temps où les ponts étaient souvent de bois, avec un plancher aux lames plus ou moins bien jointes, qui laissaient entrevoir l'eau coulant en contrebas, il était assez courant de voir s'arrêter les ânes, terrorisés par ce dangereux franchissement
Cette expression est attestée dès le Moyen Âge, dans la littérature du Roman de Renart ou des fabliaux. La Farce du Pont aux asgnes est le titre donné à une pièce de théâtre de la fin du XVe siècle, dans laquelle on voit que, pour faire traverser un pont à un âne, il suffit de battre l'animal ; il est ensuite conseillé à un mari de prendre exemple sur ce procédé évident et simple pour morigéner sa femme et obtenir d'elle ce qu'il veut : le remède est facile et à la portée de tout le monde !... À vrai dire, cette locution est spécifiquement médiévale, puisqu'elle n'est pas répertoriée dans les dictionnaires de langue des XVIe siècle et XVIIe siècle ; cette disparition assez rapide de la langue s'explique peut-être à cause de la locution le pont aux ânes, qui fait intervenir les mêmes constituants substantivaux, peut-être aussi à cause de l'évolution des usages (avec la disparition des ponts de bois...) .
Passer (sur) le pont de Gournay,
« Passer les bornes de la décence », « se livrer à la débauche », « se prostituer ».
Employée avec un sujet féminin, cette locution trouve son explication dans une histoire moralisante que rapporte Pierre-Marie Quittard dans Dictionnaire étymologique, historique et anecdotique des Proverbes .
« A une époque où la clôture n'était pas bien observée dans les couvents de filles, les religieuses de Chelles, abbaye située de l'autre côté de la Marne, passaient le pont et allaient visiter les moines de Gournay. Quoique ces visites n'eussent peut-être rien de criminel, le peuple en fut scandalisé, et leur fréquence fit naître ce proverbe, qu'on appliquait généralement à une femme de mauvaise vie. »
Cette locution, datant du début du XVIIe siècle est aujourd'hui tombée en désuétude.
Plus bavard qu'une harengère du Petit-Pont,
«Plus bavard qu'une commère» .
Expression du Moyen Âge. Le Petit-Pont, le pont le plus ancien de Paris, était situé sur le petit bras de la Seine et servait de communication entre le quartier Saint-Jacques et la Cité, dénommé ainsi pour le distinguer du Grand-Pont, aujourd'hui Pont au Change, qui était sur le grand bras de la Seine. C'est sur l'emplacement de ce Petit-Pont que le pont Saint-Michel a été édifié. L'expression traduit la vie animée et le commerce qui caractérisaient l'un des lieux de passage parisiens alors les plus fréquentés.
[Expression faisant intervenir] le Pont-Neuf.
Le Pont Neuf, construit sous Henri IV de France, était un des ponts les plus fréquentés de Paris avec une population de rue animée : forains, saltimbanques, gens de théâtres ambulants, prostituées et voleurs. Le nom propre entra ainsi dans la constitution de nombreuses locutions familières.
Officier / avant-coureur du Pont-Neuf, familier, « coupe-bourse, voleur »,
Demoiselle du Pont-Neuf, familier, « prostituée » (Trévoux, 1743-1771),
Faire le Pont-Neuf, «faire quelque chose d’extraordinaire »,
Se porter /aller comme le Pont-Neuf, « aller très bien » (entre dans le dictionnaire de l'Académie en 1935),
Être solide/ bâti comme le Pont-Neuf.

#### Les locutions remotivables
Les locutions remotivables, s’appuient sur un rapport signe – réalité quotidienne. En principe, chacune d’elles peut être décodée et la réalité concrète qui lui a donné naissance peut être trouvée. Chacune semble avoir un sens propre et un sens figuré.
Finir sous les ponts,
«finir sa vie dans la misère, dans l’extrême dénuement »,
À l’image des clochards qui dorment sous les ponts (Louis-Ferdinand Céline, Mort à crédit, I936) .
- (it) : (andare) sotto i ponti, familier[16].

Lancer / ménager / être un pont / servir de pont (entre),
«créer / ménager / être un lien, un intermédiaire, une transition entre des personnes, des choses ». À l'origine, au sens propre, cette expression relève du vocabulaire de la construction d'un pont. Vers 1200, le nom pont prend le sens métaphorique de « ce qui sert de lien entre deux choses » et entre dans la locution Estre (le) pont (qqn)  :
Cette locution correspond à la transcription d'un processus plus ou moins rapide, plus ou moins facile ou bien de son résultat. Ultérieurement, la multiplicité des verbes possibles régissant le nom pont atteste du dynamisme de cette locution et de sa fréquence d'emploi.
« L'Union de l'Europe occidentale peut servir de pont entre les Six et la Grande-Bretagne (Février 1960) L’Union de l’Europe occidentale, qui a pris la suite de l’Organisation du traité de Bruxelles de 1948 après la signature des accords de Paris en 1954, est l’ancêtre des organisations internationales européennes…. ».
- (it) : fare da ponte.
- (es) : tender un puente (sobre) ; calar el puente.
- (ru) : naviesti most ou perebrósit most (« jeter un pont »). ~ AH. : eine Brücke schlagen.

Couper/ rompre/ brûler les ponts,
«Rompre avec la vie que la vie passée ou avec ses relations antérieures ».
«Agir de façon à rendre impossible tout retour en arrière ».
Locution fondée sur la réalité d'une rupture. Les premiers ponts étant en bois, les incendier était le moyen le plus simple pour les faire disparaître : d'où le verbe brûler ; ultérieurement, d'autres moyens d'opérer la séparation entre deux points apparaissent, ce qu'exprime le choix d'autres verbes comme couper ou rompre. L'évidence de cette réalité est marquée par l'existence bien représentée de cette locution dans d'autres langues.
- (it) : tagliare / rompere / bruciare i ponti (di sé) / bruciarsi i ponti alle spalle.
- (en) : to burn one's bridges behind one.
- (de) : alle Brücken hinter sich abbrechen.

Être sur le pont,
«être à son poste, prêt à agir», familier.
Cette expression, en lien avec la réalité des navires, passe, à l'époque moderne, du vocabulaire spécialisé de la marine au vocabulaire courant. Elle tend toutefois à ne plus être utilisée.

### Locutions métaphoriques
Les éléments de la locution ont ici un sens figuré dès leur origine.
Faire le pont,
Dans le domaine du sport, désigne l’action de réaliser une figure corporelle qui imite l'arche d'un pont.
D’abord utilisée dans le langage de la lutte en 1879, puis de la gymnastique dès 1971, où elle correspond à une posture répertoriée. Il s’agit d’incurver le corps à la manière d’une voûte de pont.
Faire le petit pont,
Au football, cela consiste à faire une passe de la balle à travers les jambes de son adversaire et la rattraper de l'autre côté.
Née au XXe siècle, cette locution s'est vulgarisée dans le public au cours des années 1990, en raison de la vogue de ce sport, du nombre de ses pratiquants et supporters. Elle repose comme la précédente sur une analogie de forme où les jambes dessinent une arche de pont. Le petit pont se joue de préférence arrêté, l'adversaire bloqué devant soi en barrière infranchissable. Le petit pont est également appelé parfois « panna » ou « nutmeg » ,,(voir aussi Lexique du football).
Faire le grand pont,
Au football, cela consiste à faire une passe de la balle sur le côté de son adversaire et la rattraper ensuite.
Contrairement au petit pont, le grand pont est un geste de mouvement, d’une grande complexité. Le joueur s'avance vers l'adversaire, de préférence en courant à pleine vitesse, esquisse une feinte de corps puis propulse le ballon sur un côté avant de passer son corps de l'autre et de poursuivre, ballon au pied.
Faire le pont,
«Servir de lien, d'intermédiaire », puis, par déduction, c'est «aider quelqu’un à surmonter une difficulté, à réussir »
comme l’emploie par exemple Barrès dans « Sous l’œil des Barbares » :
« Si un bon psychologue en effet ne nous faisait le pont par quelque commentaire, que comprendrions-nous à tel livre, l'Imitation, par exemple (...)? »
Faire un pont d’or (ou pont d’argent) à qqn,
«Offrir, promettre des avantages importants et beaucoup d'argent à quelqu’un pour le faire céder, pour obtenir son consentement, en particulier à propos d'un poste, d'un emploi ».
« C'était un prolongement religieux des voluptés de Nana, ... Au premier mot, elle eut un sourire : impossible, elle quittait madame, elle s’établissait à son compte ; et elle ajouta, d’un air de vanité discrète, que chaque jour elle recevait des propositions, ces dames se la disputaient, madame Blanche lui avait fait un pont d’or pour la ravoir.... » (Zola, Nana, 1881) :
À l'origine, cette locution appartient au registre militaire et s'applique aux ennemis que l'on combat; puis elle gagne le vocabulaire courant et y prend un sens élargi. D'une part, elle s'enracine sur une réalité militaire, le pont apparaissant comme un symbole de la voie d'accès et, inversement, de la retraite offerte à l'envahisseur; d'autre part elle fait jouer la métaphore qui fait du pont une aide, un moyen de favoriser le succès. Dans le figement de cette locution, l’or a progressivement remplacé l'argent : c'est le témoignage historique d'un accroissement des réserves d'or du monde occidental (au XVIe siècle, avec la conquête des Indes occidentales) et de son usage croissant dans le domaine financier, qui conduit à faire du précieux minerai l'étalon financier
- (it) : fare / formare il ponte d’ro (sens militaire et courant)[25].
- (es) : hacer un / la puente de plata (sens militaire et courant)[25].
- (en) : to do / make / build a gold / silver bridge / bridge of gold / silver (for a flying enemy) (sens militaire et courant)[25].
- (de) : jemandem goldene Brücken bauen (sens militaire, attesté en 1575 d'après Râhrich, et courant))[25].

Couper/ faucher/ farcher dans le pont
«Tomber dans un piège tendu, préparé ; être dupe ».
Le choix du verbe détermine un niveau de langue qui est familier avec le verbe couper (attesté en 1828 chez Vidocq, Voleurs, puis repris dans Balzac, Splendeurs et misères des courtisanes, en 1847) ou argotique avec les verbes faucher (Vidocq, 1836) ou farcher, déformation du précédent (Halbert).

## Les locutions pragmatiques
Les « locutions pragmatiques » ont pour caractéristique de ne pouvoir être présentées, pour une raison ou une autre, qu'en discours : on ne peut donc les définir. On ne peut donner d'elles qu'une paraphrase, également en discours, ou bien décrire leur emploi en guise de définition. Les fonctions essentielles de ces locutions sont l'expression (utilisée par le locuteur) et l'appel de l'interlocuteur.
La foire (n) est (pas) sur le pont,
«Il (ne) faut (pas) se dépêcher ».
Souvent moqueuse ou ironique, à propos d'une affaire sans importance et employée à la forme affirmative ou négative, au présent ou au passé, cette locution fait référence à l'animation qui caractérisait les ponts dans des temps anciens, surtout dès qu'ils furent en pierre et suffisamment larges pour concentrer certaines attractions urbaines. Elle « se dit proverbialement » selon Furetière (1690) et est classée dans les proverbes par Littré, à la fin du XIXe siècle. Encore employée dans la première moitié du XXe siècle (on la trouve par exemple dans Poil de Carotte de Jules Renard ou dans Mort à crédit de Céline), cette locution est aujourd'hui « vieillie » ,
Être sur le pont de Sainte Larme
Se dit «ironiquement à un enfant qui témoigne quelque envie de pleurer » (Furetière, 1690).
Il passera (a passé) / coulera (a coulé) / s’écoulera (s’ést écoulé) de l’eau sous le(s) pont(s),
Formule indiquant le détachement de la personne qui ne s'implique pas dans ce qu'elle observe et estime que les choses ne changeront pas de sitôt ou que les choses durent depuis bien longtemps.
Répertoriée comme proverbe dans le Dictionnaire de l’Académie française, cette locution, en discours, reçoit deux formes actualisées, l'une au futur et l'autre au passé composé. La forme au futur est répertoriée dès le XVIIe siècle, tandis qu'il faut attendre le XXe siècle pour la forme au passé composé; même aujourd'hui, la locution au futur est celle des deux qui est la plus fréquemment employée:
«Cela ne se passera pas avant longtemps »
sens temporel, avec orientation vers l'avenir,
« se dit pour faire croire qu'une chose ne se passera pas avant longtemps » 
C'est le pont aux ânes.
« C'est une évidence, un truisme, une chose facile à faire qui n'échappe qu'aux ignorants ».
Les ignorants sont ici assimilés aux ânes, aux baudets qui sont caractérisés par leur bêtise et dont le milieu scolaire fait un usage fréquent métaphorique (dans bonnet d’âne par exemple).
Cette expression est déjà utilisée en scolastique médiévale, sous une forme latine : pons asinorum. Elle désignait une méthode pour gravir une étape logique et trouver sans difficulté le moyen terme d’un syllogisme. Rabelais dans le Pantagruel (1532) y fait allusion, en parlant du pont aux asnes de logique, sorte de conversion de proposition :
« O qui pourra maintenant racompter comment se porta Pantagruel contre les troys cens geans. O ma muse, ma Calliope, ma thalye, inspire moy à ceste heure, restaure mes espritz: car voicy le pont aux asnes de Logicque, voicy le tresbuchet, voicy la difficulté de povoir exprimer l'horrible bataille qui fut faicte. A la mienne voulenté que ie eusse maintenant ung boucal du meilleur vin que beurent iamais ceulx qui liront ceste histoire tant veridicque. »(chapitre 28)
Plus tard la locution est utilisée plus largement dans le domaine de l’enseignement, puis de celui de la vie. Aujourd’hui, cette expression désuète, ne subsiste que dans le domaine mathématique pour désigner le théorème de Pythagore et sa démonstration en géométrie : le dictionnaire Larousse de 1877 en atteste.
- (it) : ponte dell' asino
- (es) : puente de los asnos, fam.
- (pt) : ponte dos asnos
- (de) : Eselbrücke, fam.